# Freddy Salas
Freddy Felipe Salas Martínez (Mérida, Venezuela, 30 de mayo de 1975) conocido como Freddie Salas es Máster Coach, Comediante y Locutor venezolano.  Creador de la metodología Humorweaning (Coaching con Humor). Autor del libro: Humorweaning, el Humor al servicio de la lucha contra la pobreza. 

## Biografía
Nació el 30 de mayo de 1975 en Mérida, Venezuela. Hijo de estudiantes universitarios de la ULA, nació en el seno de una familia de clase media baja. Es el mayor de dos hermanos. Altamente influenciado por la crianza de su abuela materna (la Sra. Chichita), estudió en la Escuela Nacional 14 de septiembre en Barquisimeto y se graduó como bachiller en el Instituto Diocesano Barquisimeto. 
Egresó de la UCAB, como Industriologo en el año 2000, posteriormente se graduó como Locutor en la UCV y se formó como preparador en International Coaching Community, mientras simultáneamente hacía presentaciones en las noches en Micrófono Abierto en Caracas organizado por el comediante George Harris. Fue parte del circuito de comedia caraqueño del Moulin Rouge conducido por el humorista Carlos Sicilia. Participó en el show televisivo de stand-up comedy de Canal I.
En el año 2014 se muda a Londres, donde escribió su obra: Humorweaning, el humor al servicio de la lucha contra la pobreza; metodología basada en el Humor, la Lúdica y el Coaching para desarrollar habilidades dentro de las empresas. Actualmente es presentador del programa humorístico de radio "El Show de Freddy Salas" transmitido por la emisora londinense Radio X Londres. El 16 de abril de 2016 presentó en EXPOCOACHING Madrid la Metodología Humorweaning.
Conferencista Internacional II Congreso RRHH Islas Canarias septiembre de 2016, Certificador de la Metodología Humorweaning en España y Latinoamérica.
El año 2017 fue un año muy importante, pues ese año falleció su mentora y madre Olguita Beatriz, con la que escribe y publica de forma póstuma su cuarto libro titulado Felizydad y continua escribiendo para colaborar en varios blogs sobre el coaching y RRHH. Ese mismo año se mudó a Barcelona y en el año 2019 funda un circuito de cómicos llamado Cómicos de Barcelona donde presenta todos los sábados del año a cómicos nuevos de la movida de stand up comedy en Barcelona.
Actualmente ha escrito, dirigido y producido la serie web "Comicus" y publica episodios de su podcast "Esta gente lo que da es risa".

## Obras
- Humorweaning. Coaching con Humor. (2014). ISBN-13: 978-1502988485. Género: Humor.[7]
- Felizydad (2018). ISBN-13: 978-1983675560. Género Desarrollo: Humano.